# Onon
L'Onon (in mongolo Онон гол, Onon gol; in russo Оно́н) è un fiume della Mongolia orientale e della Russia siberiana sudorientale, ramo sorgentifero di destra della Šilka nel bacino dell'Amur.

## Percorso
Ha origine sul versante orientale dei monti Hėntij nella Mongolia nordorientale. Scorre dapprima con direzione complessivamente orientale, curvando successivamente verso nordest per entrare in territorio russo; percorre un'ampia valle nelle montagne della Transbaikalia, dirigendosi successivamente verso est e poi più decisamente verso nord. Si unisce con l'Ingoda nei pressi dell'estremità sudoccidentale della catena montuosa dei monti Borščovočnyj, formando la Šilka.

## Regime
Gelato mediamente da novembre a fine aprile, vede le maggiori piene nella stagione estiva; a causa dell'intenso freddo invernale delle zone attraversate, nei mesi più freddi nell'alto corso può arrivare a congelare lungo tutta la sezione.

## Bacino idrografico
I principali affluenti ricevuti dalla destra idrografica sono:
- il Churach-Gol
- la Borzja[1]
- la Unda

Mentre i principali affluenti ricevuti dalla sinistra idrografica sono:
- l'Aguca
- l'Ilja
- il Bal'dža (Baldž-Gol)
- la Kyra, che scorre nel Territorio della Transbajkalia.
- la Aga

Nell'alto corso dell'Onon si suppone che sia nato il grande condottiero Gengis Khan.